# Nacionalisme sudtirolès

Bandera del Tirol del Sud, inspirada en la bandera del Tirol

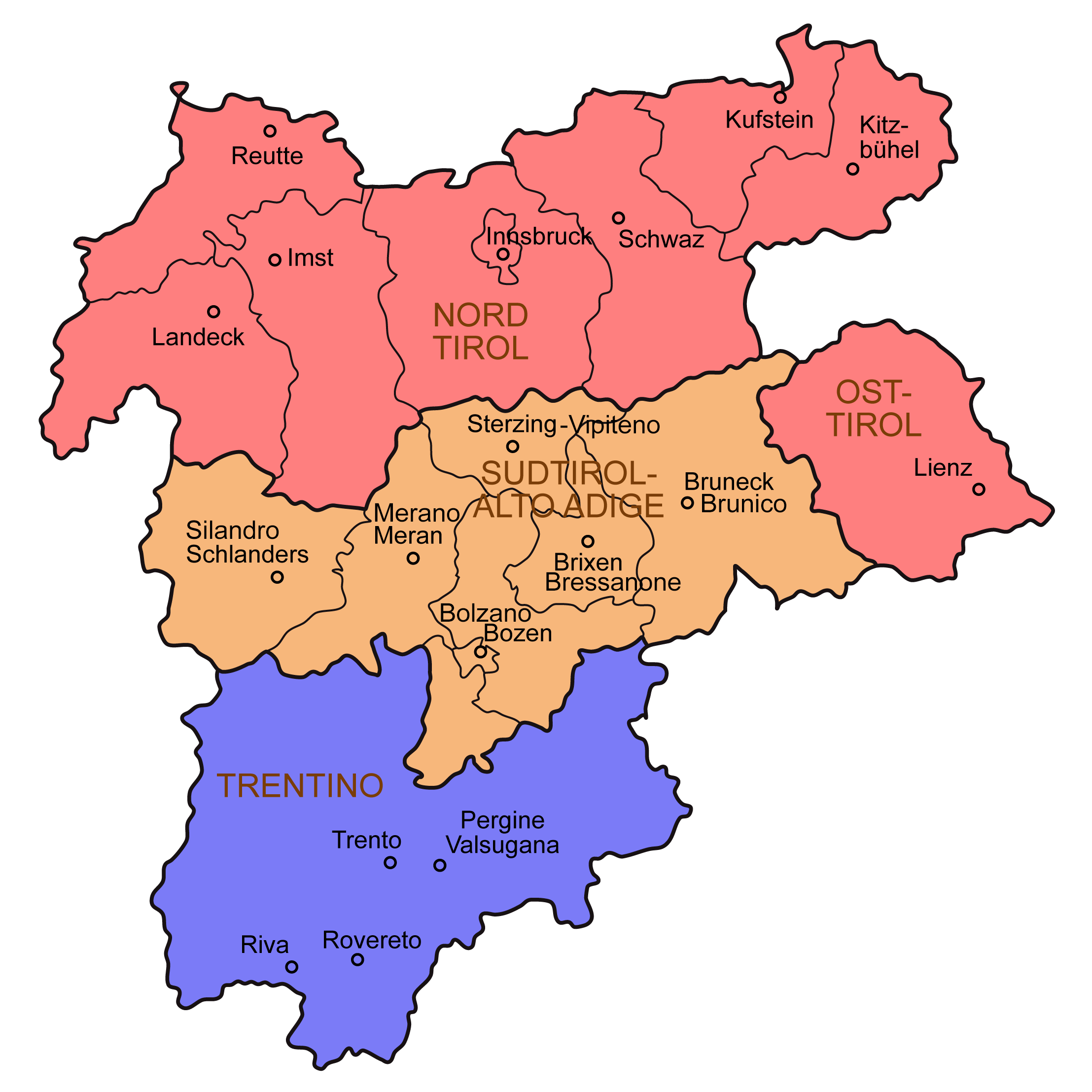
Territori del Tirol abans de la incorporació a Itàlia

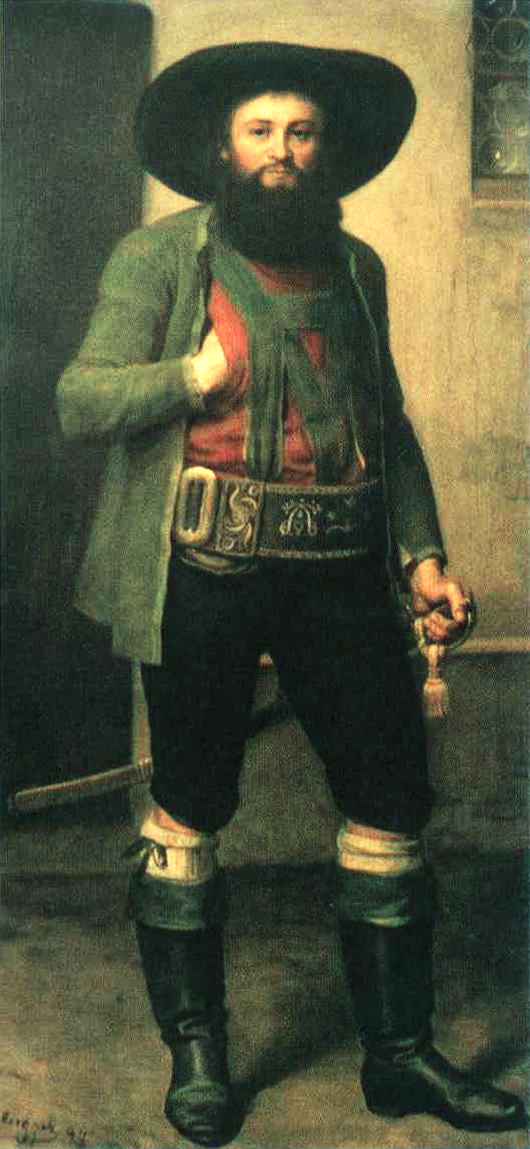
Andreas Hofer, heroi nacional dels tirolesos

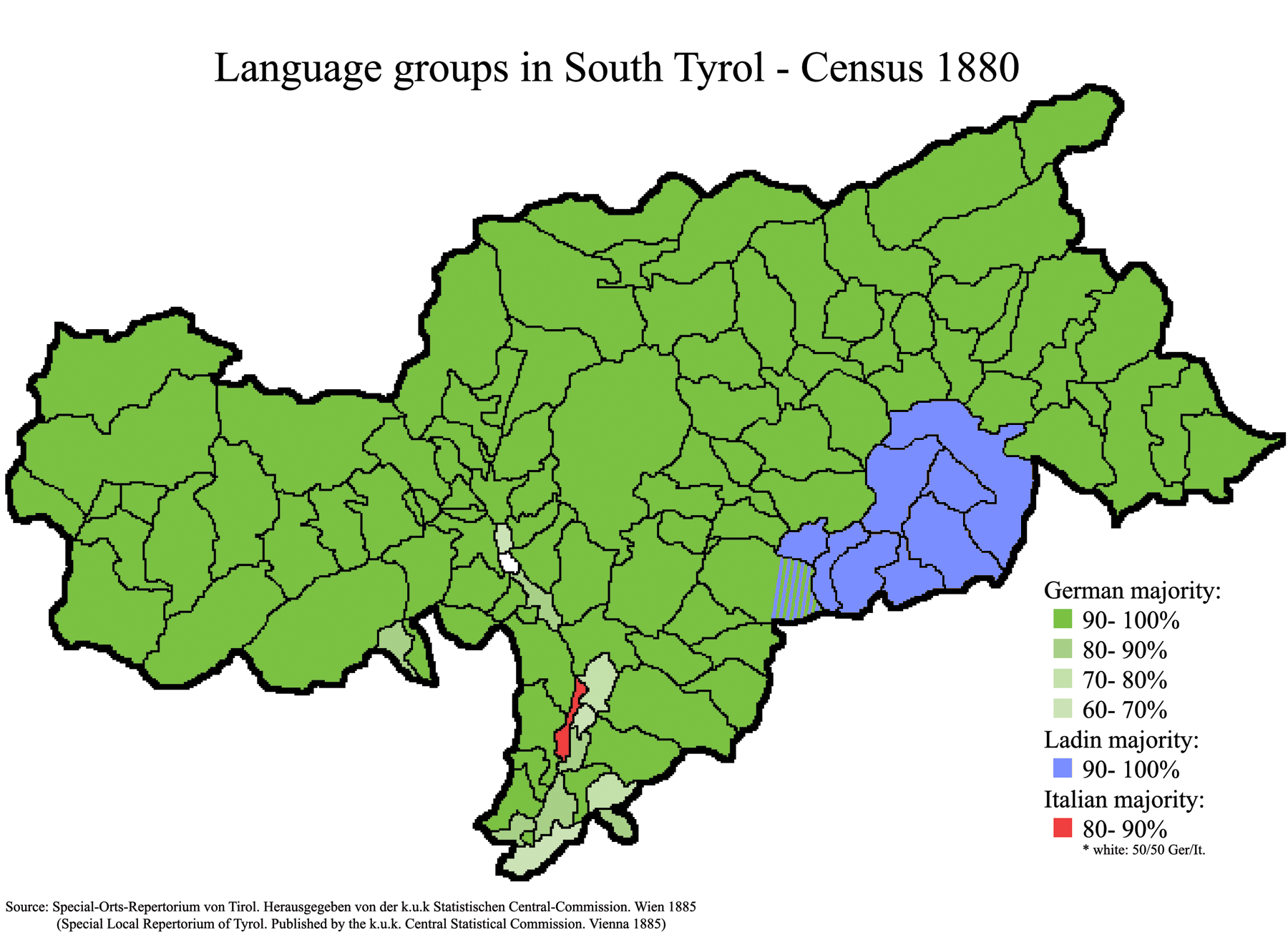
Distribució lingüística al Tirol del Sud el 1880

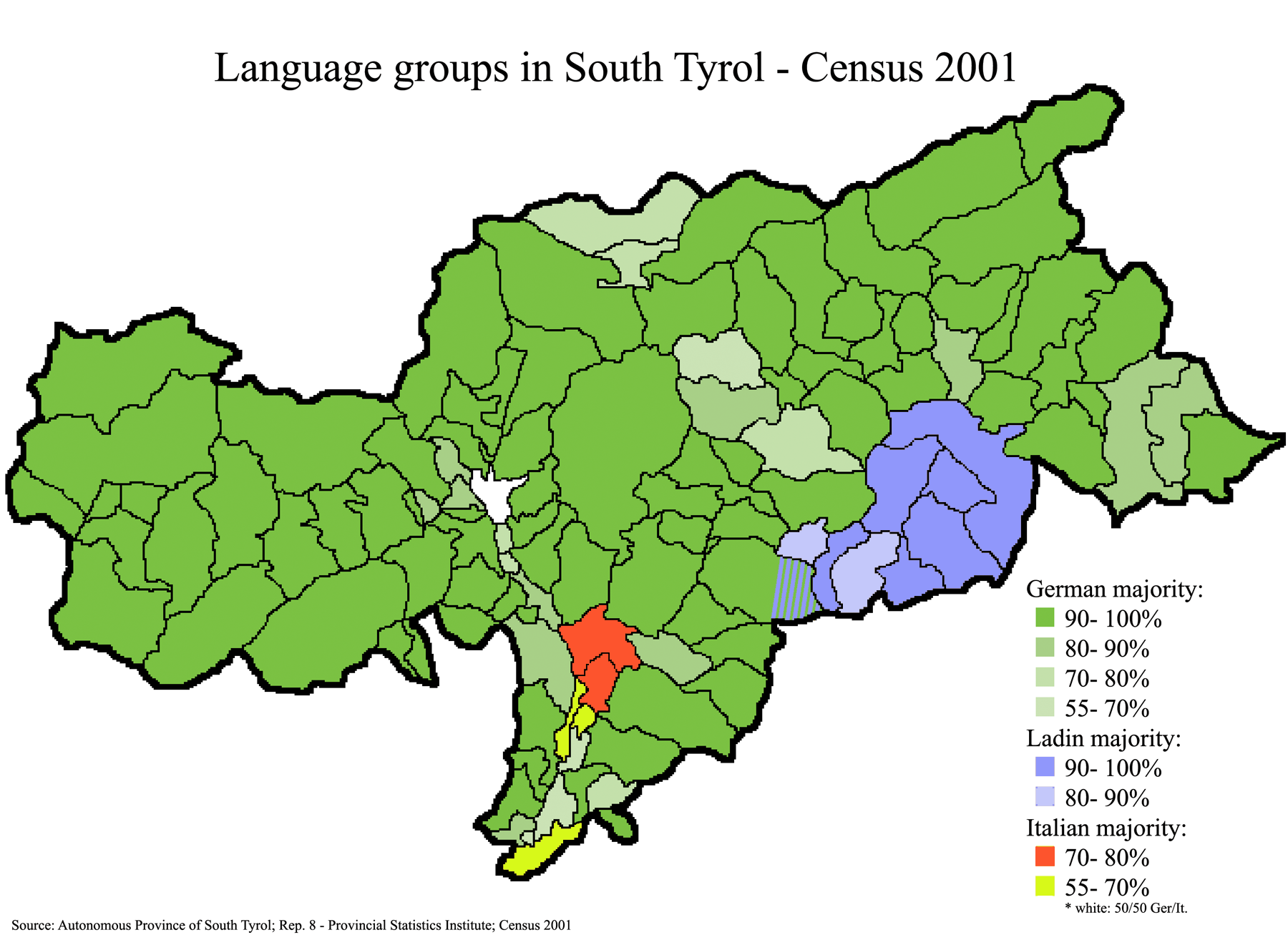
El cens lingüístic de 2001 al Tirol del Sud

Nacionalisme sudtirolès és un corrent polític de caràcter nacionalista que reclama l'autodeterminació del Tirol del Sud, regió amb Estatut Especial dins Itàlia, que es concreta amb major autogovern o la reunificació amb el Tirol.

## Orígens
El Tirol del Sud va tenir un paper força important en la revolta del Tirol contra la seva incorporació al regne de Baviera el 1809, ja que tant Andreas Hofer com altres dirigents destacats (Joachim Haspinger, Josef Speckbacher, Peter Mayr) eren sudtirolesos. A Trento, per altra banda, des del 1848 els italians començaren a reclamar la seva incorporació a Itàlia influïts per Giuseppe Mazzini i la Jove Itàlia. La unificació dels regnes de Piemont i de Sicília el 1866 esperonà les reclamacions irredemptistes italianes.
El 1867 es creà a Innsbruck un Comité per fundar escoles alemanyes al Tirol del Sud i Trento, cosa que provocà les protestes italianes. S'engegà una forta política de germanització cultural des del govern de Viena amb suport del govern regional d'Innsbruck i de les associacions pangermàniques. El 1871 el bibliotecari alemany establit a Bozen Heinrich Noe (1835-1896) escriví Bilder aus Südtirol. I el 1875 els italians protestaren per llur "situació precària" a la regió i obtingueren representació parlamentària diferenciada a la Dieta. El nombre d'italians augmentava a Trento, com mostra l'evolució del cens.
| Any  | Alemany | Italià  | Ladí   | Altres | Total   | País            |
| 1880 | 186.087 | 6.884.  | 8.822. | 3.513  | 205.306 | Àustria-Hongria |
| 1890 | 187.100 | 9.369   | 8.954  | 6.884  | 210.285 | Àustria-Hongria |
| 1900 | 197.822 | 8.916   | 8.907  | 7.149  | 222.794 | Àustria-Hongria |
| 1910 | 223.913 | 7.339   | 9.429  | 10.770 | 251.451 | Àustria-Hongria |
| 1921 | 193.271 | 27.048  | 9.910  | 24.506 | 254.735 | Itàlia          |
| 1961 | 232.717 | 128.271 | 12.594 | 281    | 373.863 | Itàlia          |
| 1971 | 260.351 | 137.759 | 15.456 | 475    | 414.041 | Itàlia          |
| 1981 | 279.544 | 123.695 | 17.736 | 9.593  | 430.568 | Itàlia          |
| 1991 | 287.503 | 116.914 | 18.434 | 17.657 | 440.508 | Itàlia          |
| 2001 | 296.461 | 113.494 | 18.736 | 34.308 | 462.999 | Itàlia          |

En percentatge:
| Any  | Alemany | Italià | Ladí | Altres | Total | País            |
| 1880 | 90,6    | 3,4    | 4,3  | 1,7    | 100,0 | Àustria-Hongria |
| 1890 | 89,0    | 4,5    | 4,3  | 2,3    | 100,0 | Àustria-Hongria |
| 1900 | 88,8    | 4,0    | 4,0  | 3,2    | 100,0 | Àustria-Hongria |
| 1910 | 89,0    | 2,9    | 3,8  | 4,3    | 100,0 | Àustria-Hongria |
| 1921 | 75,9    | 10,6   | 3,9  | 9,6    | 100,0 | Itàlia          |
| 1961 | 62,2    | 34,3   | 3,4  | 0,1    | 100,0 | Itàlia          |
| 1971 | 62,9    | 33,3   | 3,7  | 0,1    | 100,0 | Itàlia          |
| 1981 | 64,9    | 28,7   | 4,1  | 2,2    | 100,0 | Itàlia          |
| 1991 | 65,3    | 26,5   | 4,2  | 4,0    | 100,0 | Itàlia          |
| 2001 | 64,0    | 24,5   | 4,0  | 7,4    | 100,0 | Itàlia          |

El 1889 els habitants de Trento demanaren obtenir una jurisdicció administrativa diferenciada del Tirol, i cap al 1892 obtingueren permís oficial per obrir escoles italianes al Tirol, cosa que facilitaria la tasca d'aquells que demanaven l'annexió sudtirolesa a Itàlia. El 1906 el geògraf tridentí Ettore Tolomei proposà per primer cop el nom d'Alto Adige per a la regió que és ara Tirol del Sud. Endemés, el mateix any fundaria la revista Archivo per l'Alto Adige, de caràcter cultural i geogràfic, encarregada de promoure els estudis sobre il·lustracions, toponímia, onomàstica, etnografia, història de l'art i tots els fets culturals que poguessin demostrar la italianitat del territori, cosa que provocaria protestes entre els alemanys. Endemés, popularitzà la teoria que la població germànica de la regió no era descendent de colons alemanys, sinó d'una població pregermana que fou germanitzada sota el jou de Viena, la qual calia ser retornada a la seva cultura natural i originària, la italiana.
En esclatar el 1914 la Primera Guerra Mundial, el territori va viure de prop els combats entre italians i austriacs d'ençà del 1915, any en què, mercè el Protocol Secret de Londres, els aliats prometeren als italians alguns territoris austríacs om el Trentí, el Tirol del SUd i la costa dàlmata a canvi que donessin suport militar en l'ofensiva contra Àustria. Nogensmenys, la derrota italiana a la batalla de Caporetto del 1917 va estar a punt d'esvair els somnis expansionistes italians a terres austríaques.

## Annexió i primera resistència
El país fou ocupat per tropes italianes el 7 de novembre del 1918. Pel tractat de Saint-Germain-en-Laye del 1919 fou cedit a Itàlia. Malgrat que els italians es comprometeren a respectar la identitat sudtirolesa, molts intel·lectuals germanòfons s'exilaren, com el poeta Kurt Schlossletner. Una delegació sudtirolesa intentà fer-se sentir a la Conferència de Pau i a la Dieta d'Innsbruck, qui arribà a oferir als italians l'annexió de tot el Tirol i Vorarlberg, sota l'argument que prevalia la identitat regional pròpia que la germano-austríaca basada en la fidelitat imperial. Però el govern italià no ho acceptà. Tirol i Trento foren posats sota la jurisdicció de l'Ufficio Centrale per la Nuove Provincie, i s'hi enviaren colons italians.
L'octubre del 1919 els partits polítics germanòfons Katholische Volkspartei i Deutschfreiheitliche Partei, liberal i catòlic, s'uniren en la Unió Alemanya (Deutscher Verband, DV), considerant-se successors de l'aliança tradicional antisocialista i antiitaliana formada a principis de segle pels partits catòlic, conservador, liberal i pangermànic, el Tiroler Volksbund, i que fundaren el diari portaveu Dolomiten. Els caps eren Eduard Reut-Nicolussi (1888-1958), especialista en dret internacional, Karl Tinzl (un dels fundadors posteriorment del SVP), Friedrich Graf Toggenburg (1866-1956) antic governador del Tirol, i Wilhelm von Walther. El març del 1920 una delegació de la DV visità Roma per presentar un memoràndum amb llurs principals reivindicacions: formació d'un Tirol del Sud autònom administrativament i legislativa dins la província de Trento; establiment d'un parlament autònom a Bozen, amb dret a nomenar funcionaris i recaptar impostos; i cooficialitat de l'alemany. Reberen suport del Partit Socialista Italià, però el govern es negà a fer concessions, i els feixistes provocaren incidents com el Diumenge de Sang de 1921.
Quan Benito Mussolini va prendre el poder el 1923 va aplicar el programa de Tolomei: supressió de l'alemany a tots els nivells de l'ensenyament públic o privat, de la toponímia, de l'antroponímia i dels carrers; la dissolució de totes les associacions, incloses les esportives, susceptibles de pangermanisme; i control de l'activitat cultural dels clergues. Fou posat en pràctica de manera implacable entre el 1923 i el 1939. Els mestres sudtirolesos, dirigits per Michael Gamper, crearen des del 1922 les Katakombenschulen (escoles-catacumba) clandestines. El nombre de colons i funcionaris italians va augmentar, i el 1927 foren prohibits els partits sudtirolesos. Eduard Reut-Nicolussi es va exiliar a Àustria, on exercí com a professor a Innsbruck i va dur a terme una important campanya de propaganda exterior, que va obtenir suport del govern d'Engelbert Dollfuß. El 9 de febrer del 1928 els diputats catòlics del Tirol austríac protestaren davant l'arquebisbe de Viena, monsenyor Seipel, qui aconseguí que el 25 de març del 1928 el Papa elevés una protesta formal per la discriminació educativa al Tirol del Sud. El diputat tirolès austríac Wlademar Pabst intentà fundar una Heimwehr (Defensa de la Pàtria), organització terrorista que organitzà alguns atemptats a Bozen i Meran, sense conseqüències.

## El nazisme i l'opció
L'arribada al poder d'Alemanya d'Adolf Hitler el 1933 provocà un cert entusiasme, i es fundà a Bozen el Völkischer Kampfring Südtirol (VKS), de caràcter pronazi i format per gent molt jove, que el 1937 fundà el diari Jungvolkjahrbuch (Almanac de la Joventut Popular), on es declarava el territori part de la Gran Alemanya. La mort de Dollfuss el 1934 provocà que els seus successors abandonessin la política irredemptista. I quan el 12 de març de 1938 es produí l'anschluss, Alemanya i Itàlia compartiren fronteres.
Tanmateix, Hitler va prioritzar un acord amb Mussolini de cara a la propera guerra i ambdós signaren el 23 de juny del 1939 l'Acord d'Opció al Tirol del Sud per tal de transferir els al·lògens de dins i fora del Reich, de manera lliure i d'acord amb els interessats si així ho expressen, de manera que els sudtirolesos serien repatriats al Reich amb la intenció d'emprar-los per repoblar els anomenats Territoris del Reich, com Crimea, posant com a data de termini el 31 de desembre del 1942. S'hi instal·laren dos alts comissaris a Bozen, un italià i un alemany. D'aquesta manera, els 253.953 habitants del Tirol del Sud, els censos donaven una població de 211.017 alemanys i 42.936 italians. De la població alemanys consultada, 179.503 optaren per marxar a Alemanya (86%), mentre que 31.514 optaren per quedar-se a Itàlia (14%). Els que adoptaren l'última posició, anomenats dableiber, dirigits principalment per l'Andreas Hofer Bund i els sacerdots Michael Gamper, Erich Ammon i Paul von Sternbach, van adoptar una posició de resistència antifeixista.
L'entrada d'Itàlia a la Segona Guerra Mundial el juny del 1940 ajornà el trasllat massiu, tot i que uns 72.749 sudtirolesos germanòfons marxaren cap a Alemanya. Però a la caiguda del feixisme el 25 de juliol del 1943 provocà que els alemanys s'annexessin de facto el territori, que fou integrat amb les províncies de Belluno i Trento en la Zona d'Operacions dels Prealps. Un Tribunal Especial Militar alemany organitzaria deportacions i arrestaments dels elements italians, així com afusellament i deportació d'opositors a la dictadura, molts d'ells dableiber, com Josef Mayr-Nusser.

## Autonomisme i irredemptisme
Mercè l'Acord De Gasperi-Gruber de 1946, el Tirol del Sud fou inclòs dins el Trentino-Alto Adige, regió amb Estatut Especial a canvi que Àustria renunciés a l'irredemptisme. Alhora, el maig del 1945 es forma el Südtiroler Volkspartei (Partit Popular Sudtirolès, SVP) per l'empresari Erich Ammon i Karl Eckert, que pretenia ser la fusió dels grups polítics d'abans de la guerra, Deutscher Verband, Tiroler Volksbund i Andreas Hofer Bund. També es fundà posteriorment el sindicat Unió de Sindicats Autònoms Sudtirolesos.

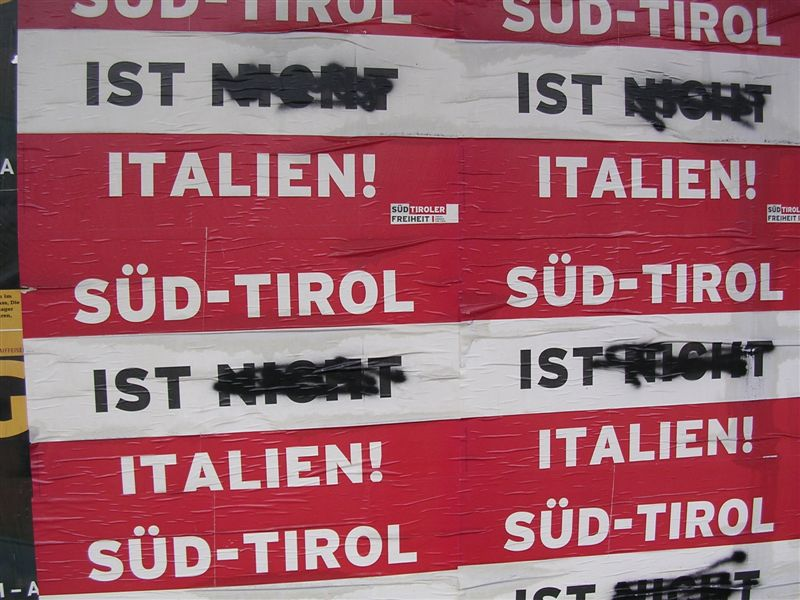
Guerra de Cartells sobre la italianitat de Tirol del sud

Durant els anys següents el SVP actuarà com a partit ètnic, amb un programa populista i centrista, impregnat de catolicisme, sempre apel·lant a la identitat ètnica dels germanòfons; tot i que d'antuvi mantingué una estructura de partit de notables, sempre mantindrà un vot als voltants del 60% (el 80% d'ell de part de germanòfons). El 22 d'abril del 1946 enviarien 155.000 signatures al canceller austríac Leopold Figl demanant el retorn a Àustria, i el 5 de maig del 1946 el SVP convocà una concentració de 20.000 persones al castell Sigmundskron demanant l'autodeterminació.
Des de les eleccions regionals de 1948, el SVP obté la majoria dels vots al Tirol del Sud, però el desenvolupament autonòmic no satisfé les demandes del SVP, qui el 1957 va veure rebutjada una nova proposta autonomista que suposava la separació de les dues províncies. Això comportaria el naixement el mateix 1957 del Befreiungsausschuss Südtirol (Comité d'Alliberament del Tirol del Sud, BAS), societat secreta de caràcter independentista fundada el Sepp Kerschbaumer i Georg Klotz que va dur a terme campanyes d'atemptats amb explosius com la feuernacht de 1961, cosa que provocaria una onada de detencions indiscriminades. Alhora, el 1961 Àustria va dur la qüestió a l'Assemblea General de les Nacions Unides, i el 27 de gener del 1961 l'ONU va dictar la Resolució 1497/XV que obligava Itàlia a renegociar l'acord De Gasperi-Gruber.
El 10 d'abril del 1964 aquesta comissió va decidir l'inici de negociacions entre el cap sudtirolès Silvius Magnago i el primer ministre italià, Aldo Moro. Després de dures negociacions, el desembre de 1969 arribaren a un acord, acceptat per una curta majoria en el Congrés del SVP, i el gener del 1970, per 267 vots a favor i 5 en contra, el parlament italià aprovà les mesures anomenades Packet/Paccietto per acompletar el nivell d'autogovern. Es manté una sola regió, però obté un landtag propi, s'incrementen els poders legislatius i les competències administratives de cada província, tot i que caldrà el placet de Roma per a les lleis; també hi haurà bilingüisme tant a nivell oficial com educatiu, principi de proporcionalitat ètnica de manera gradual.
El sector més radical no va acceptar aquestes mesures. Així, el 1971 es produí una escissió radical dins el SVP, la Südtiroler Heimatbund (Lliga Patriòtica), de Hans Sticher i Eva Klotz, partidària de la independència o bé la unió amb Àustria, i que organitza concentracions i manifestacions a Brenner. El 1989 el partit es va unir amb el Freiheitliche Partei Südtirols de Gerold Meraner i alguns membres conservador del Südtiroler Volkspartei, encapçalats per Alfons Benedikter, i fundaren la Union für Südtirol. Aquest partit ha mantingut una representació minoritària al Landtag del Tirol del Sud, però la seva progressió es va veure danyada per l'enfrontament personal dels seus dos caps, Andreas Pöder i Eva Klotz, que culminà quan aquesta abandonà el partit per a fundar l'associació Süd-Tiroler Freiheit.